# Лаборатория моделирования высоты для испытания моторов

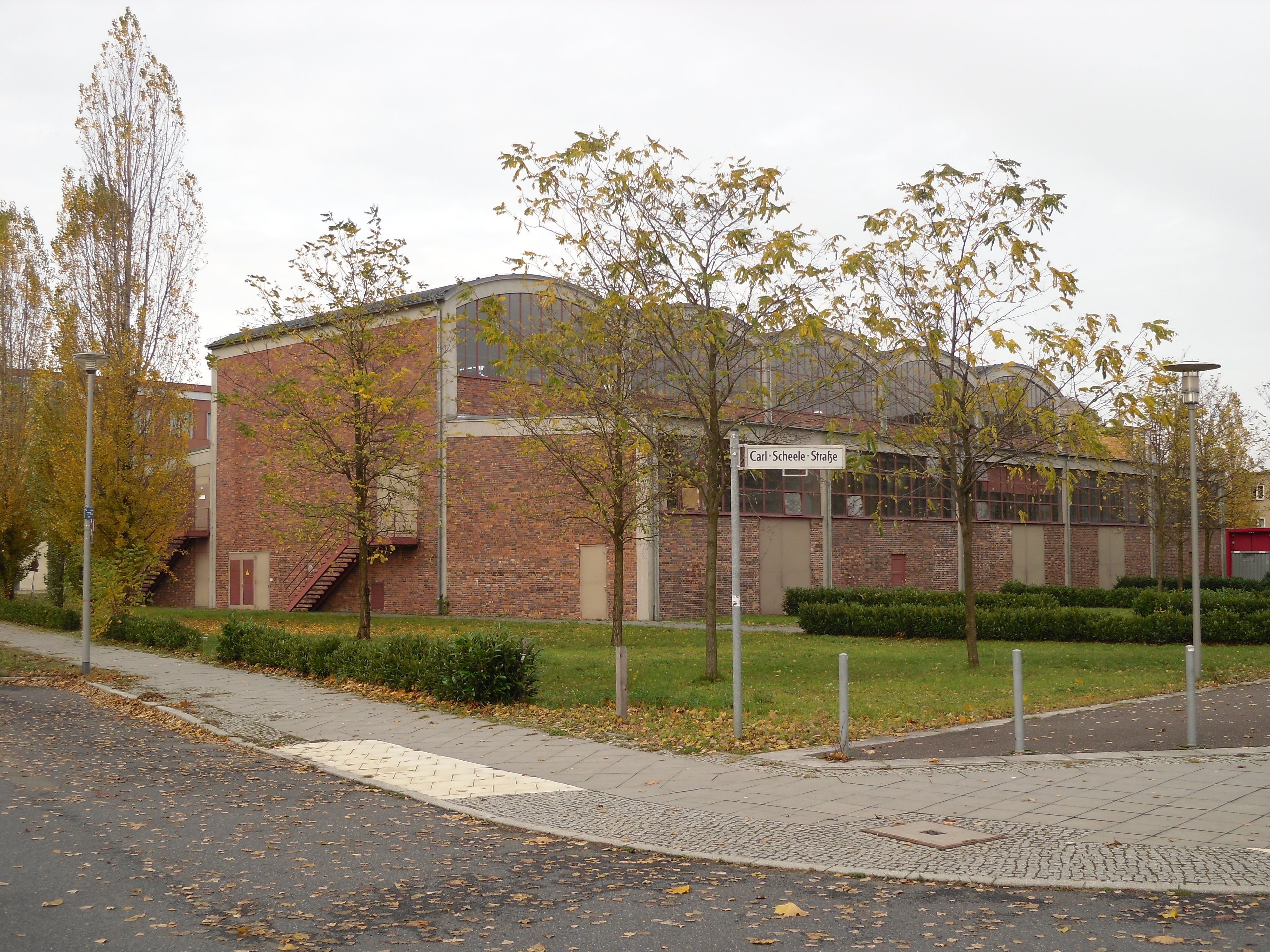
Здание в 2010 году

Лаборато́рия модели́рования высоты́ для испыта́ния мото́ров (нем. Motorenhöhenprüfstand) — здание, расположенное в районе Берлина Адлерсхоф (Max-Born-Straße, 6). Ранее использовалась как лаборатория при аэропорте Йоханнисталь, в настоящее время сохраняется как памятник промышленной архитектуры в составе Аэродинамического парка.

## История
Здание состоит из основного трёхнефного зала (построен в 1933 году) и двух боковых: северного (построен в 1935 году) и южного (построен в 1939 году). Архитектор — Хайнрих Бреннер (нем. Heinrich Brenner). В начале 1970-х северный зал был перестроен. В настоящий момент здание в числе других сооружений Немецкого института авиации является памятником промышленной архитектуры, в нём располагается Институт Физики Гумбольдтского университета.